# Laëtitia Philippe
Laëtitia Philippe (Chambéry, Francia, 30 de abril de 1991) es una futbolista francesa. Juega como Guardameta y su equipo actual es el Montpellier HSC de la Division 1 de Francia.

## Clubes
| Club            | País    | Año    |
| --------------- | ------- | ------ |
| Montpellier HSC | Francia | 2007 - |

## Palmarés

### Campeonatos internacionales
| Título           | Equipo               | Sede           | Año  |
| ---------------- | -------------------- | -------------- | ---- |
| Copa SheBelieves | Selección de Francia | Estados Unidos | 2017 |